# Mr. Chu
Mr. Chu là một bài hát của nhóm nhạc nữ Hàn Quốc Apink, bài hát nằm trong EP thứ 4 Pink Blossom. Bài hát được phát hành vào ngày 31 tháng 3, 2014 bởi A Cube Entertainment. Bài hát được Duble Sidekick sáng tác. Đạo diễn MV của bài hát này là Digipedi và nó cũng được phát hành cùng ngày. Apink đã trình diễn bài hát lần đầu tiên trên KBS's Music Bank vào ngày 4 tháng 4. Bài hát đã đứng ở vị trí thứ 2 trên Billboard's K-Pop Hot 100. Apink đã thắng 6 giải trên các chương trình âm nhạc hàng tuần với "Mr. Chu" và kết thúc quảng bá vào ngày 25 tháng 5. Đây là bài hát bán chạy thứ 8 trong năm 2014 theo số liệu của Gaon. Phiên bản tiếng Nhật được phát hành vào ngày 18 tháng 2 năm 2015 và đây là đĩa đơn thứ hai của nhóm tại Nhật Bản.

## Phát hành
Ngày 20 tháng 3, Apink đã đăng tải một bức ảnh cho EP thứ tư của nhóm "Pink Blossom". Bức ảnh cho người xem thấy bài hát chủ đề sẽ là "Mr. Chu", một bài hát được sáng tác bởi Duble Sidekick, David Kim và Seion. Ngày hôm sau, nhóm đã đăng tải một video và người xem có thể thấy rằng các thành viên đang tham gia chụp ảnh cho bìa của album mới. Vào ngày 24 tháng 3, một đoạn clip liên khúc được đăng tải, cho một cái nhìn ngắn về sáu bài hát trong album lần này.

## Video âm nhạc
Vào ngày 27 tháng 3 năm 2014, A Cube đã đăng tải một đoạn ngắn của Mr. Chu trên kênh Youtube chính thức của Apink. Trong đoạn teaser có hình ảnh các thành viên trong trang phục quần vợt cầm các món quà đặt trên đùi của họ trong khi đang xem một trận đấu quần vợt. Bản đầy đủ của ca khúc sẽ được phát hành vào ngày 31 tháng 3 cùng với sự phát hành của album. 
Phiên bản tập nhảy của bài hát được phát hành vào ngày 29 tháng 5.

## Trình diễn
Nhóm đã trình diễn một đoạn của bài hát "Sunday Monday" và trình diễn trọn vẹn bài hát "Mr. Chu" lần đầu tiên trên KBS's Music Bank vào ngày 4 tháng 4. Họ cũng trình diễn trên các chương trình MBC's Show! Music Core, SBS's Inkigayo, MBC Music's Show Champion và Mnet's M! Countdown
Vào ngày 16 tháng 4, nhóm tạm ngưng các hoạt động quảng bá và hủy bỏ tất cả lịch trình bao gồm cả buổi họp fan kỷ niệm 3 năm vào ngày 19 tháng 4 để tỏ lòng tôn kính với các nạn nhân của Thảm kịch Sewol. A Cube đã ra một tuyên bố "Do tầm quan trọng của thảm họa chìm phà Sewol, Apink cảm thấy đau đớn và nghĩ rằng không thể hát cho người hâm mộ với trái tim trong sáng. Chúng tôi quyết định hủy bỏ buổi họp fan và sẽ thông báo lại thời gian và địa điểm vào một thời gian khác."
Hoạt động quảng bá của nhóm được tiếp tục sau 3 tuần với màn trình diễn tại Mnet's M! Countdown vào ngày 8 tháng 5. Nhóm kết thúc hoạt động quảng bá cho "Pink Blossom" vào ngày 25 tháng 5.

## Sự đón nhận

### Đón nhận của giới phê bình
Một đại diện của ngành âm nhạc đã nói, "Các nhóm nữ sexy trở lại trong tháng 1 và tháng 2 đã khiến công chúng trở nên nhàm chán. Nhưng Apink với ý tưởng hình ảnh của họ đã làm hấp dẫn người nghe trở lại." Trong khi Jeff Benjamin cho biết,"Tiếp tục với một bài hát thuộc phong cách bubblegum-pop, "Mr. Chu" không nhất thiết đưa Apink vào lãnh thổ mới của thế giới âm nhạc mà thay vào đó là củng cố hình ảnh của nhóm."
Lý do vì sao nhóm tiếp tục phong cách ngây thơ mà không theo trào lưu sexy chính là do fan của nhóm. Trong một buổi phỏng vấn, Apink đã nói, "Khi hình ảnh đầu tiên của album được tung ra với hình ảnh các thành viên sử dụng son đỏ, rất nhiều fan đã lo lắng rằng nhóm sẽ thay đổi phong cách". Phản ứng tích cực của công chúng và người hâm hộ đã giúp "Mr. Chu" đứng đầu các bảng xếp hạng thời gian thực của các trang nhạc trực tuyến ngày khi bài hát được phát hành

### Giải thưởng
Vào tháng 11 năm 2014, A Pink nhận giải "Best Female Dance" cho bài hát "Mr.Chu" tại lễ trao giải Melon Music Awards. Vào tháng 1, 2015, "Mr. Chu" nhận giải Bonsang Award tại Seoul Music Award

### Vị trí trên bảng xếp hạng
"Mr. Chu" đứng ở vị trí thứ 2 trên Gaon Digital Chart ngay trong tuần đầu khi bài hát được phát hành và là bài hát bán chạy thứ 8 trên Gaon's year-end chart. Bài hát cũng đứng ở vị trí thứ hai trên Billboard's K-Pop Hot 100.

## Phiên bản tiếng Nhật
Vào ngày 19 tháng 12 năm 2014, Apink thông báo họ sẽ phát hành phiên bản tiếng Nhật của bài hát "Mr. Chu (on stage)" cho đĩa đơn thứ hai của nhóm tại Nhật được dự kiến phát hành ngày 18 tháng 2 năm 2015, 4 tháng sau khi họ phát hành "NoNoNo". Bốn phiên bản bìa album của  "Mr. Chu" được phát hành vào ngày 14 tháng 1.

### Track listing
| Japanese version | Japanese version                        | Japanese version  | Japanese version          | Japanese version |
| STT              | Nhan đề                                 | Phổ lời           | Phổ nhạc                  | Thời lượng       |
| ---------------- | --------------------------------------- | ----------------- | ------------------------- | ---------------- |
| 1.               | "Mr. Chu (On Stage)" (Japanese version) | Shoko Fujibayashi | Duble Sidekick, David Kim | 3:24             |
| 2.               | "Hush" (Japanese version)               | HASEGAWA          | HyuWoo, Rado              | 3:30             |
| 3.               | "Mr. Chu (On Stage)" (Instrumental)     | -                 | Duble Sidekick, David Kim | 3:24             |
| 4.               | "Hush" (Instrumental)                   | -                 | HyuWoo, Rado              | 3:30             |

## Bảng xếp hạng
| Bảng xếp hạng (2014)            | Vị trí cao nhất |
| ------------------------------- | --------------- |
| South Korean Singles (Gaon)     | 2               |
| Korea K-Pop Hot 100 (Billboard) | 2               |

| Bảng xếp hạng (2015)      | Vị trí cao nhất |
| ------------------------- | --------------- |
| Japanese Singles (Oricon) | 2               |
| Japan Hot 100 (Billboard) | 5               |

| Bảng xếp hạng (2014)        | Vị trí cao nhất |
| --------------------------- | --------------- |
| South Korean Singles (Gaon) | 8               |

## Bản quyền
- Apink – vocals
- Duble Sidekick – sản xuất, sáng tác, âm nhạc
- David Kim – Lời bài hát
- SEION – Soạn nhạc
- Glory Face - Cải biên, sản xuất